# Inula
Inula es un gran género de plantas fanerógamas perteneciente a la familia Asteraceae, nativo de Europa, Asia y África.  Comprende 509 especies descritas y de estas, solo 298  aceptadas.
La mayoría son hierbas perennes. Las especies varían en tamaño, desde diminutas especies de rocas de jardín a enormes plantas perennes que alcanzan los 3 metros de longitud. El género muestra igualmente su diferencia en el tamaño de las hojas. 
Varias especies se cultivan como planta ornamental para los jardines. 

## Taxonomía
El género fue descrito por Carlos Linneo y publicado en Species Plantarum, vol. 2: 881–884, 1753. La especie tipo es Inula helenium L.
Etimología
Inula: nombre genérico que deriva de una palabra similar latína utilizada por los romanos para indicar precisamente a estas plantas. Otros autores proponen otra etimología: una derivación de una palabra griega enàein (= purificar) al referirse a las supuestas propiedades medicinales de algunas plantas de este tipo.

## Especies seleccionadas
- Inula britannica L.
- Inula crithmoides L. (sin. Limbarda crithmoides (L.) Dum.)

- Inula cuspidata C.B.Clarke
- Inula helenium L. –
- Inula hirta L.
- Inula montana L.
- Inula racemosa Hook.f.

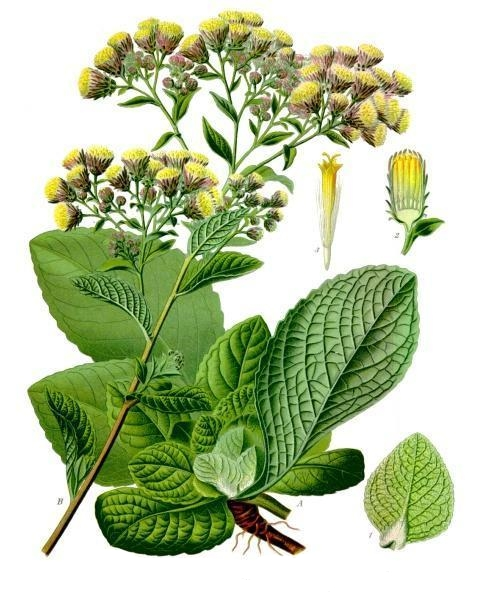
Nardo del labrador (Inula conyzae).

- Inula royleana DC. (sin. de Inula racemosa Hook.f.)
- Inula salicina L.